# 中弗兰肯行政区
中弗兰肯（德語：Mittelfranken）是德国巴伐利亚州的7个行政区之一，首府安斯巴赫。中弗兰肯行政区位于巴伐利亚州的西北部，与上巴伐利亚行政区、上弗兰肯行政区、下弗兰肯行政区、施瓦本行政区、上普法尔茨行政区和巴登-符腾堡州相邻。

## 華語譯名
由於兩岸翻譯上的不同，因此台灣從英語將其音譯為「中法蘭克尼亞」；中國大陸則從德語將其音譯為「中弗兰肯」。

## 行政区划
中弗兰肯行政区下设5个非县辖城市和7个县。
非县辖城市：
1. 安斯巴赫市（Ansbach）
2. 埃朗根市（Erlangen）
3. 菲尔特市（Fürth）
4. 纽伦堡市（Nürnberg）
5. 施瓦巴赫市（Schwabach）

县：
1. 安斯巴赫县（Landkreis Ansbach），首府安斯巴赫（Ansbach）
2. 埃朗根-赫希施塔特县（Landkreis Erlangen-Höchstadt），首府埃朗根（Erlangen）
3. 菲尔特县（Landkreis Fürth），首府齐恩多夫（Zirndorf）
4. 艾施河畔诺伊施塔特-巴特温茨海姆县（Landkreis Neustadt a. d. Aisch-Bad Windsheim），首府艾施河畔诺伊施塔特（Neustadt an der Aisch）
5. 纽伦堡地区县（Landkreis Nürnberger Land），首府佩格尼茨河畔劳夫（Lauf an der Pegnitz）
6. 罗特县（Landkreis Roth），首府罗特（Roth）
7. 魏森堡-贡岑豪森县（Landkreis Weißenburg-Gunzenhausen），首府魏森堡（Weißenburg）